# The Hurlers

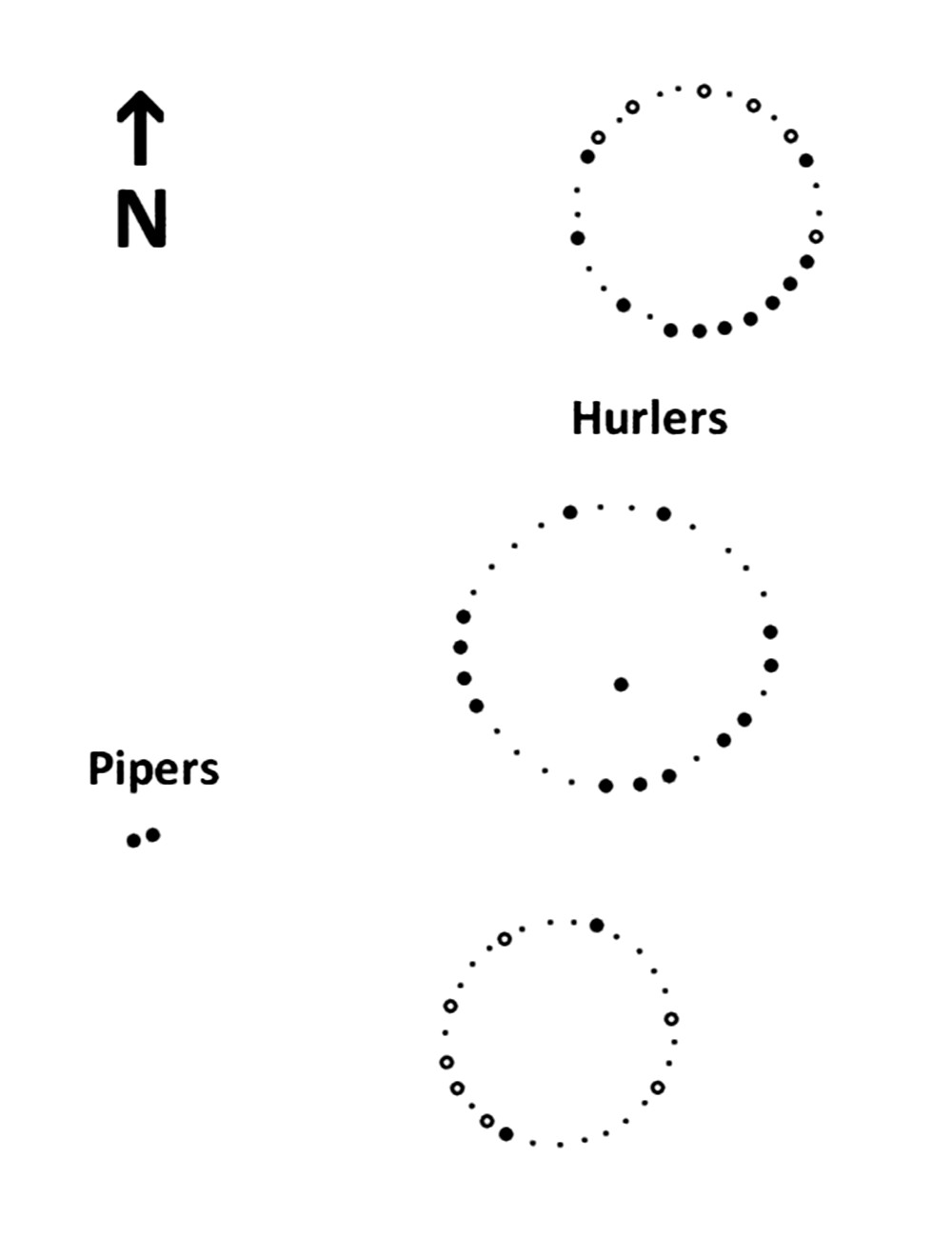
Mappa del sito

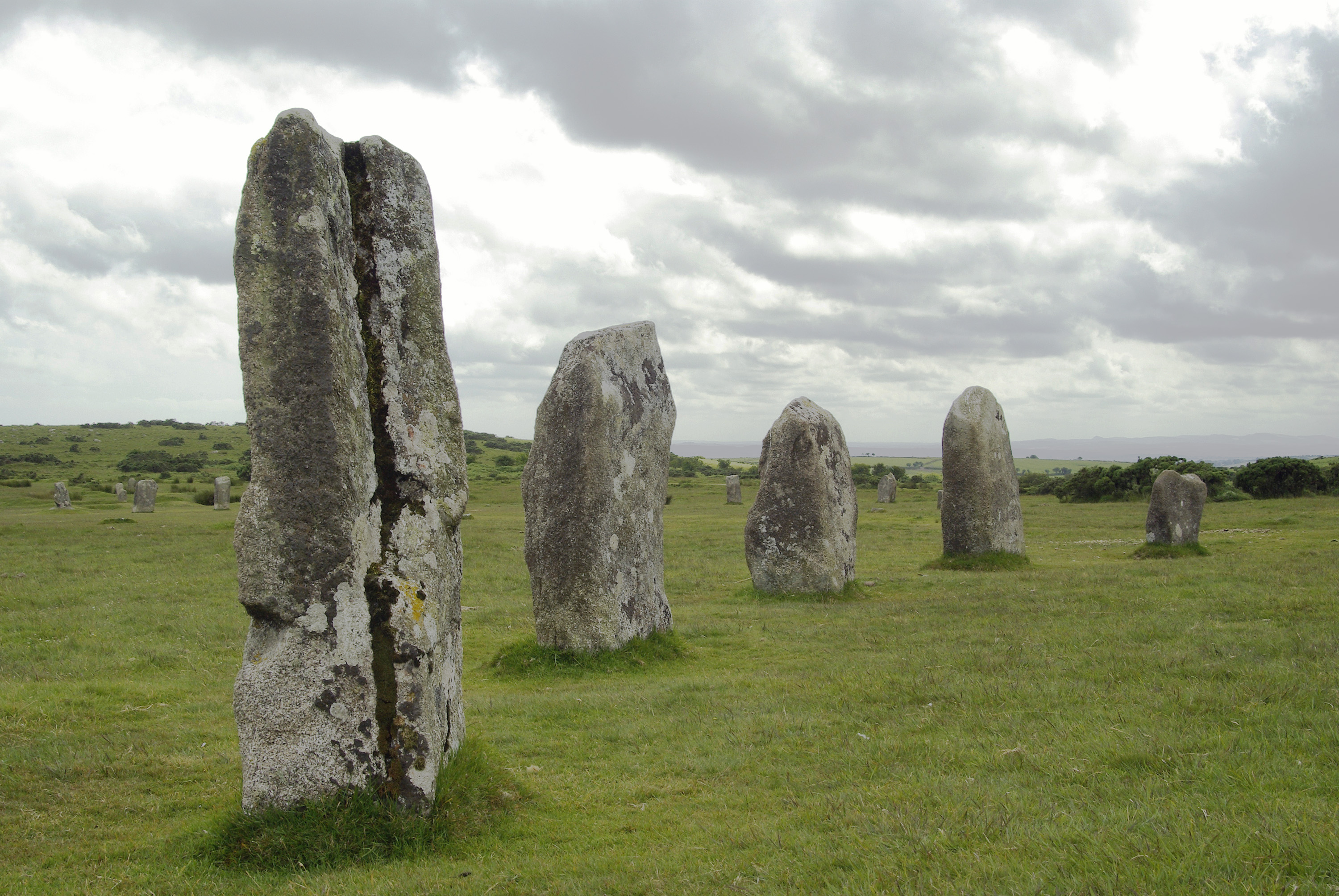
Uno dei cerchi di pietra che compongono il sito

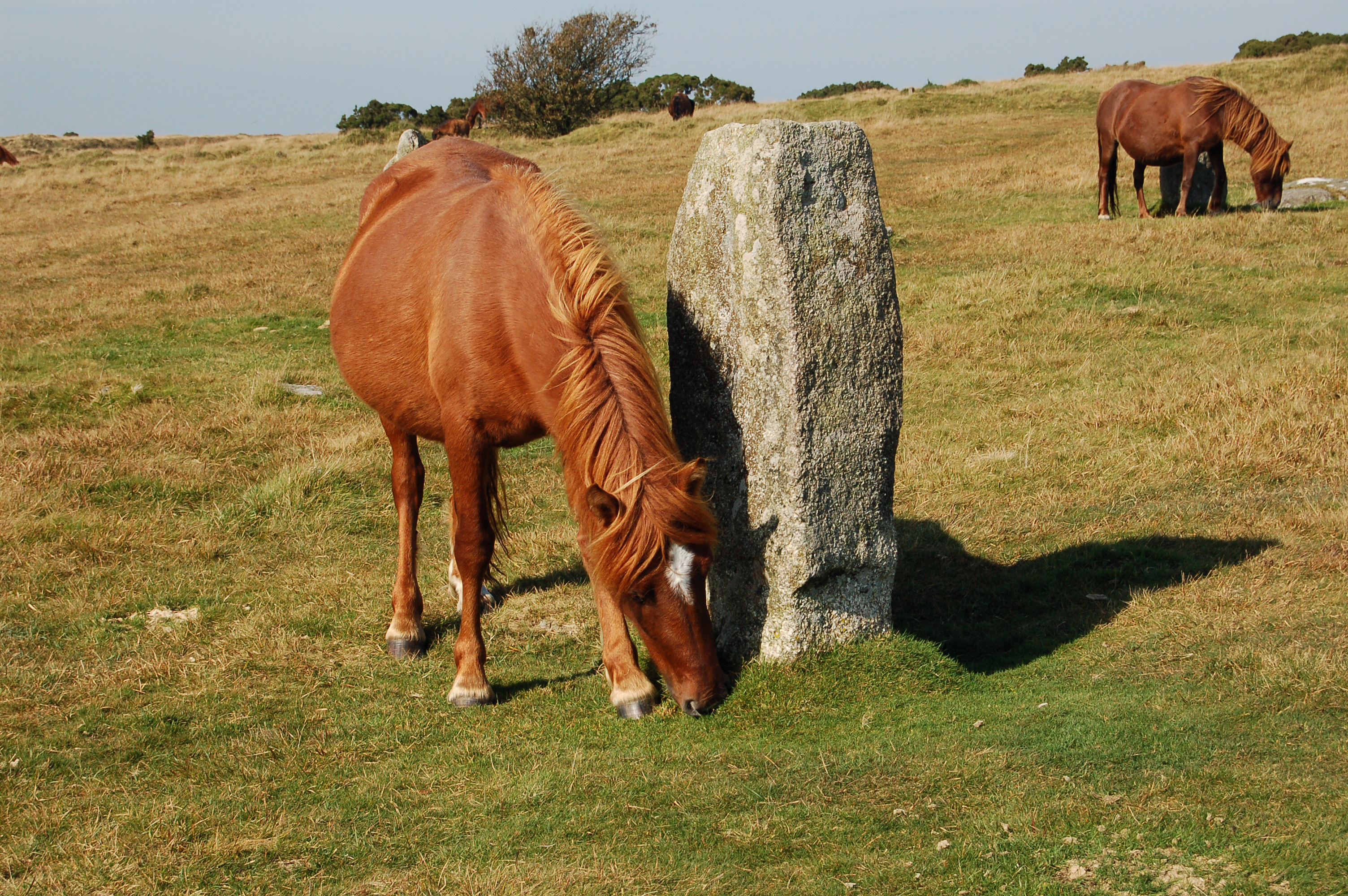
Una delle pietre che compongono il sito

The Hurlers è un sito megalitico situato nei pressi del villaggio inglese di Minions, nell'area della brughiera di Bodmin, in Cornovaglia, e costituito da tre cerchi di pietra risalenti con ogni probabilità a un periodo compreso tra la fine del Neolitico e gli inizi dell'età del Bronzo.
Il sito è gestito dal Cornwall Heritage Trust.

## Origini del nome
Il nome del sito deriva da una leggenda secondo cui alcuni uomini vennero trasformati in pietra da San Cleer per aver praticato lo hurling (uno sport locale) durante il Sabbath o di domenica.

## Storia
Nel corso dei secoli, il sito fu danneggiato sia dalla frequente presenza di animali da pascolo nella zona, sia dalle continue escavazioni nelle vicine miniere.
Scavi all'interno del sito furono condotti tra il 1935 e il 1936 da Raleigh-Radford. Durante gli scavi, venne riportato alla luce all'interno del sito un pavimento in granito risalente a 4000 anni prima, che congiungeva il cerchio settentrionale con il cerchio centrale.
Ulteriori scavi furono poi effettuati nel 2013.

## Descrizione
Il sito si trova ai piedi di un celebre tor, il Cheesewring, e si estende per una lunghezza complessiva di 162 metri.
I cerchi più settentrionali sono allineati con la camera sepolcrale di Rillaton Barrow, mentre i due cerchi più meridionali sono allineati con un altro cairn.
Il sito si trova nella vicinanza di due pietre, The Pipers, associate solitamente a The Hurlers anche in virtù della simile leggenda sulle origini del loro nome: secondo la leggenda, si tratterebbe infatti di due uomini trasformati in pietra per aver accompagnato musicalmente una partita di hurling.

### Cerchio settentrionale
Il cerchio settentrionale è costituito da 15 pietre.  Gli scavi hanno però suggerito la presenza di altre dieci pietre e si suppone che il cerchio fosse in origine costituito da 30 pietre.

### Cerchio centrale
Il cerchio centrale è il più grande e il meglio conservato   dei tre. Di forma quasi ovale, misura 137x132 piedi (43x42 metri) ed è costituito da 14 pietre   (in origine forse 28 o 29).

### Cerchio meridionale
Il cerchio meridionale è il più piccolo dei tre cerchi che compongono il sito: è costituito da nove pietre e ha un diametro di 108 piedi. Si tratta anche del cerchio maggiormente danneggiato.